# Cacozeliana granarium
Cacozeliana granarium is een slakkensoort uit de familie van de Cerithiidae. De wetenschappelijke naam van de soort is voor het eerst geldig gepubliceerd in 1842 door Kiener.